# Северный Уй
Северный Уй — река в Хабаровском крае России, левый приток Маи.
Длина реки — 233 км, площадь бассейна — 18 200 км². Исток — в северо-западных отрогах Джугджурского хребта на высоте 880 м над уровнем моря. Протекает в западном направлении. Основные притоки — Челасин, Нёт и Тотта. Населённых пунктов на реке нет.

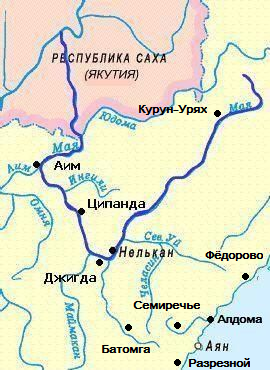
Бассейн Маи

В верхнем течении имеет характер горной реки, с порогами и шиверами. В среднем и нижнем течении, разбиваясь на протоки, течёт по заболоченной местности. Впадает в Маю в 573 км от её устья. Высота устья — 310 м над уровнем моря.
В бассейне реки около 30 озёр.
Среднемноголетний расход воды в нижнем течении — около 130 м³/с, что соответствует годовому объёму стока 4,103 км³. Питание смешанное с преобладанием дождевого. Водный режим включает высокое весенне-летнее половодье, формирующееся талыми и дождевыми водами, и прерывистую летне-осеннюю межень. Июнь является наиболее многоводным месяцем.
Замерзает в октябре, вскрывается к маю.
По своему качеству вода в реке соответствует чистой, её средняя мутность — менее 25 г/м³. По химическому составу относится к гидрокарбонатному классу и кальциевой группе с повышенным содержанием сульфатов.
Северный Уй популярен у любителей спортивного сплава. В реке водятся таймень, ленок, хариус.

## Данные водного реестра
По данным государственного водного реестра России относится к Ленскому бассейновому округу, речной бассейн реки — Лена, речной подбассейн реки — Алдан, водохозяйственный участок реки — Мая от истока до в/п с. Аим.
Код объекта в государственном водном реестре — 18030600512117300024563.